# Can Thomas
Can Thomas és una obra de Sant Jordi Desvalls (Gironès) inclosa a l'Inventari del Patrimoni Arquitectònic de Catalunya.

## Descripció
És un edifici de grans dimensions amb planta i dos pisos. Gran portalada d'entrada dovellada de mig punt. Presenta les finestres rectangulars, dovellades, de dimensions més grans i amb balconades al pis principal, i de més petites dimensions al pis superior. Les parets portants són fetes de maçoneria i es troben arrebossades. Hi ha un cos que sobresurt, amb una terrassa al nivell del primer pis amb una gran arcada de mig punt que dona accés a una part de la casa, que encara es troba com en origen, és a dir, en maçoneria.

## Història
Ha pertangut sempre a la família. El portal dovellat porta la data de 1565. els capbreus dels anys 1683-1684 fan esment de Joan Thomas, a més d'altres referències de la família, que apareix citada freqüentment. Durant la guerra del 1936 la casa fou utilitzada per allotjar 42 refugiats procedents d'Alcaracejos (Còrdova).